# ソニャ・ベルナルドヴァー

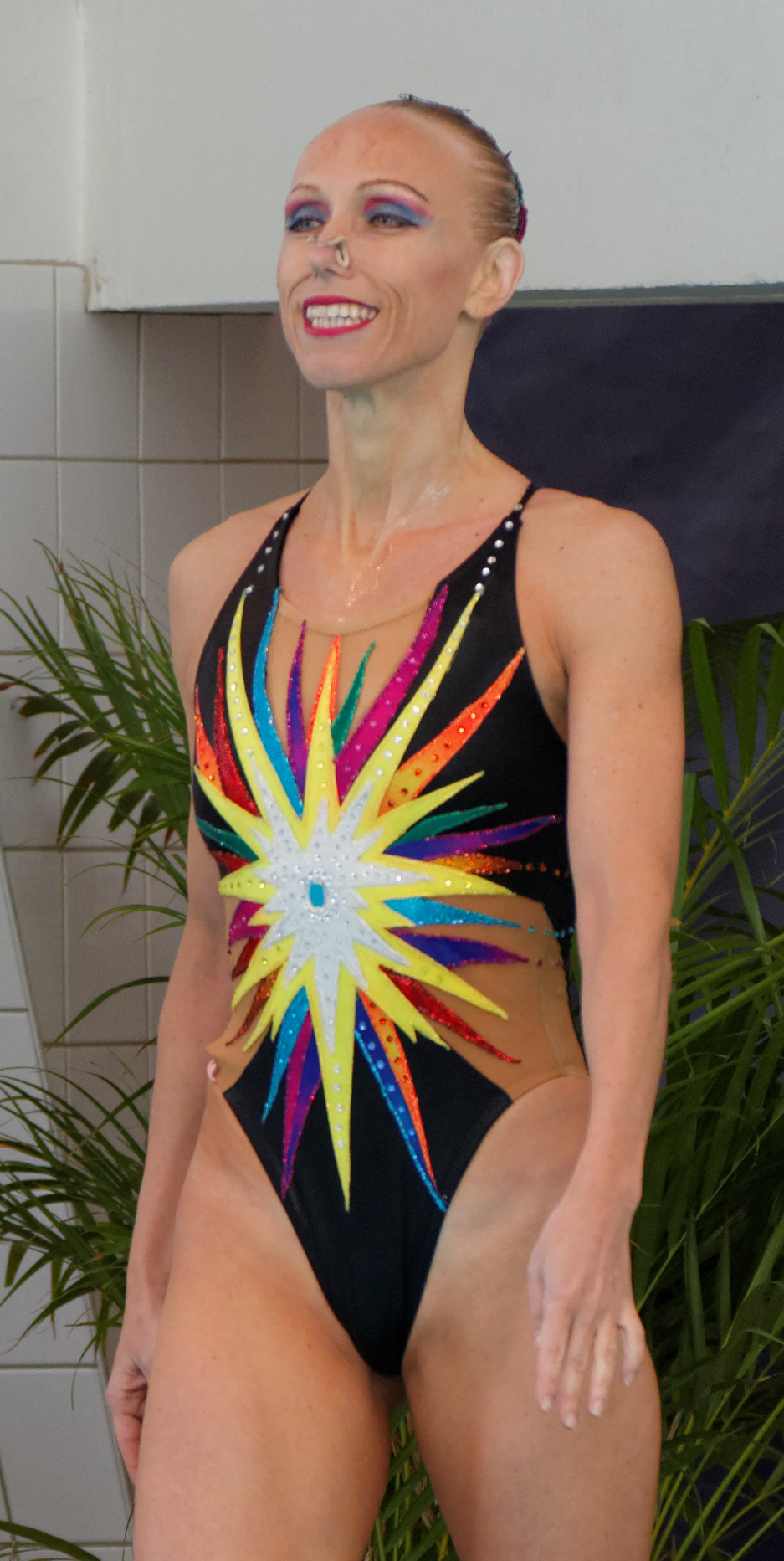

ソニャ・ベルナルドヴァー（Soňa Bernardová、1976年2月2日-）は、チェコの女子アーティスティックスイミング選手。南モラビア州ブルノ出身。
オリンピックでは2000年シドニーオリンピックから2016年リオデジャネイロオリンピックまで5大会連続出場。いずれもペアを変えながらデュエットに出場しており、最高順位は2004年アテネオリンピックの14位である。
若く引退する選手が多いアーティスティックスイミングにおいて、長い現役生活を送る選手でもある。